# Café-teatro

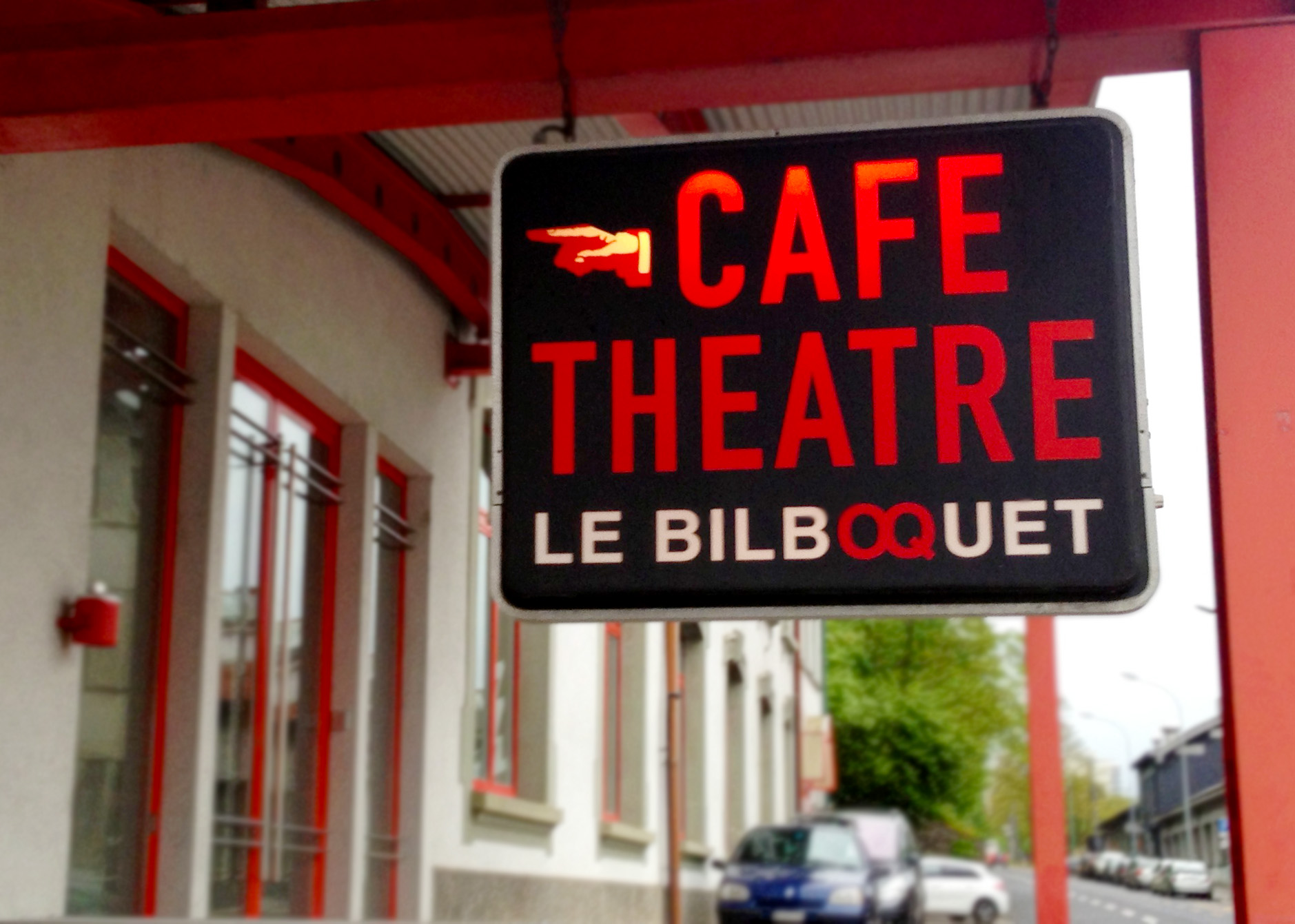
Indicador del café-teatro Le Bilboquet Enseigne, en Friburgo (Suiza).

Café-teatro (también escrito café teatro) es un local en el que se pueden hacer determinadas consumiciones mientras se representan espectáculos breves relacionados con el género teatral. En la historia del teatro pueden considerarse como herederos de espacios similares en posadas, mesones, tabernas y merenderos.
Dentro del modelo de las salas para espectáculos de variedades, el café-teatro entra dentro de la tipología que completan el café-lírico, el café cantante, el café-concierto y el cabaré. En todos ellos, prolifera un público más popular que el tradicional público serio del teatro, participando de un ambiente siempre informal, incluso familiar, frente a sus modestos escenarios, que a lo largo de su historia sirvieron de cantera, refugio y ,en muchas ocasiones, asilo tanto a actores como a autores.

## Historia

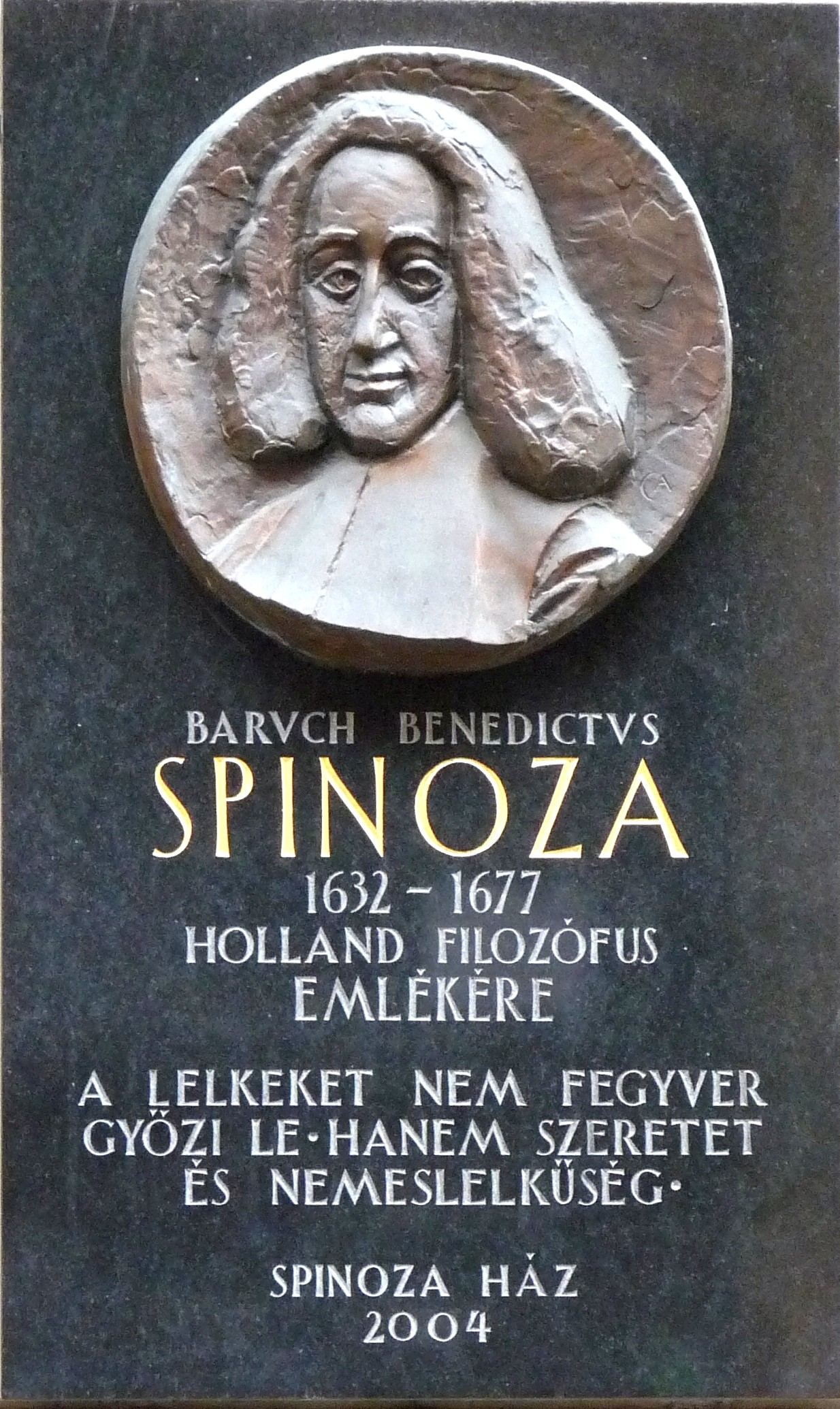
Placa dedicada al filósofo Spinoza junto a la puerta del café-teatro que lleva su nombre en Budapest.

Se consideran antecedentes del café-teatro, en Europa, las tabernas medievales, el cabaré y los cafés de filósofos del siglo XVIII. En Alemania pueden mencionarse en este sentido las farsas representadas en las tabernas durante los carnavales, como los Fasnachtspiele de Hans Sachs.
En España se acepta el politizado Madrid de la mitad del siglo XIX, como cepa de una creciente creación de cafés que pronto se vieron amenizados por muy diversas fórmulas del mundo del espectáculo, discursos políticos, recitales de poesía y música (o géneros mixtos como el sainete y la opereta bufa), flamenco, etc. 
La fórmula más definitoria del café-teatro fue precisamente consecuencia de los llamados «café-theatre» parisienses de la década de 1960, como La Vielle Grille, abierto por Monsieur Alezra en 1961, y Le Royal, puesto en marcha en 1966 por el dramaturgo Bernard Da Costa, y el primero en anunciarse con tal nombre. Continuaron la tradición en la capital francesa, el Café de la Gare y el Vrai Chic Parisien, que contó con las actuaciones del cómico Coluche. El modelo llegó pronto a Cataluña, donde se manifiesta en círculos del medio teatral barcelonés como la Cova del Drac, alentado por figuras como Maria Aurèlia Capmany y Jaume Vidal Alcover. En Madrid, la fórmula inspiró la apertura de varios locales y la habilidad dramática de algunos autores del inicio de la década de 1970. Entre los primeros, destacaron el café Lady Pepa, el Ismael o el Stéfanis, y entre los dramaturgos que más desarrollaron las posibilidades alternativas del café-teatro hay que mencionar a José Ruibal y Concha Llorca, a los que seguirían otros autores como R. Muñoz Lorente, Enrique Bariego, Diego Serrano, Pilar de Molina, Javier Guzmán, humoristas del círculo de La Codorniz, como Jorge Llopis, Álvaro de la Iglesia o Kalikatres, e incluso escritores de moda como Alfonso Paso.

## Espacio escénico
Definido por su propio nombre, el "café+teatro" es ese espacio donde se puede consumir lo que ofrezca su modesto servicio de hostelería mientras se asiste al ensayo o representación, por lo general de un modo desenfadado y participativo, bien de piezas de teatro breve o de cualquier otro espectáculo dentro de los amplios parámetros de lo teatral o teatralizable. Hay que hacer notar que el espacio escénico donde transcurre la representación aparece -en la mayoría de los casos- desnudo de telones, bambalinas, bastidores o forillos, rompiendo así el esquema tradicional común al fenómeno conocido como "cuarta pared". También hay que señalar como característica quizá esencial la falta de etiqueta y ceremonial inherentes al espacio teatral clásico (ir al teatro, estar en el teatro, ocupar localidad, etc.); por el contrario, el público del café-teatro no se viste para la función, ni saca entrada (porque el uso generalizado es que se incluya en la consumición como un cargo en el precio de la misma), ni ocupa localidad predeterminada o numerada. El público de un café-teatro comparte su consumición y la función, en un mismo acto social, y se abandona el local cuando le apetece. Es el fenómeno teatral despojado de toda oficialidad, y sin embargo los teóricos lo identifican con el "teatro de arte y/o ensayo" o "teatro de cámara". Consecuentemente, el espacio del café-teatro acoge formas, géneros y tipos de espectáculo con sencilla o inexistente tramoya, como en el caso de los magos, prestidigitadores, humoristas, mimos o cuentacuentos, en muchos aspectos herederos de la figura del bululú, representante desde el Siglo de Oro Español del más elemental ejemplo de compañía teatral.

### La fórmula francesa
Del análisis que el semiólogo Patrice Pavis hace de la evolución del fenómeno del café-teatro en la segunda mitad del siglo XX, pueden extraerse las siguientes conclusiones:
- El café-teatro, por imperativos espaciales, se basa en la interpretación, con frecuencia de perfil cómico.
- Las piezas, obras o textos dramáticos suelen ser breves (una hora como máximo) y de género satírico, y a veces poético.
- En la puesta en escena, los efectos, tramoya y atrezzo son necesariamente sustituidos por las habilidades de los actores.
- Suelen ponerse en escena producciones inéditas, que llegan a adaptarse al teatro comercial si tienen éxito.
- Los cafés teatros se han visto favorecidos por la crisis del teatro comercial y el paro de sus profesionales, pero sin llegar a crear un género dramático propio nuevo.
- El medio del café-teatro ha propiciado la recuperación y desarrollo del monólogo (cómico o absurdo).
- Su ámbito no oficialista ha servido en ocasiones para la proyección artística o social de grupos marginados y la afirmación de discursos de contexto reivindicativo (homosexualidad, feminismo, racismo, etc.).[11]